# Vaux-sur-Saint-Urbain
Vaux-sur-Saint-Urbain là một xã thuộc tỉnh Haute-Marne trong vùng Grand Est đông bắc nước Pháp.